# Młyn „Jamborek” w Kolonii-Karczmach
Młyn w Kolonii-Karczmach (także Młyn „Jamborek”) – młyn wodny nad Grabią wybudowany w 1945 r. we wsi Jamborek, obecnie zlokalizowany w obszarze wsi Kolonia-Karczmy, w powiecie bełchatowskim, w województwie łódzkim.

## Historia miejsca
Młyny wodne w tej lokalizacji istniały od niepamiętnych czasów. Zachowała się pamięć o drewnianym młynie parterowym, krytym słomą i poruszanym kołem wodnym podsiębiernym, który spłonął tuż przed lub już w czasie I wojny światowej. W 1920 r. w miejscu po spalonym młynie wybudowano kolejny młyn: jednopiętrowy, drewniany z dachem dwuspadowym krytym słomą, napędzany turbiną wodną. Był to młyn typu gospodarczego pracujący na potrzeby okolicznych mieszkańców. Moc przemiałowa tego młyna szacowana była na 1,5 t zboża na dobę. Młyn był czynny do 1942 r. a następnie rozebrany.

## Obecny młyn
W 1945 r. w miejscu po zniszczonym młynie wybudowano obecnie istniejący młyn: budynek jednopiętrowy z nadbudówką i dachem dwuspadowym krytym papą. Część parterowa została zbudowana z pustaków, a pierwsze piętro - z desek. Był poruszany turbiną wodną zachowaną z okresu przedwojennego. Posiadał perlak i jagielnik wyłączone z użytkowania w 1952 r. W okresie PRL stanowił własność prywatną. Był czynny jeszcze w latach 70. XX w.. W 2024 r. stanowi część gospodarstwa agroturystycznego (łowisko rybackie).  